# Mormoscopa
Mormoscopa är ett släkte av fjärilar. Mormoscopa ingår i familjen nattflyn.
Kladogram enligt Catalogue of Life:
| Mormoscopa | \| \| Mormoscopa crossodora \| \| \| \| \| \| Mormoscopa sordescens \| \| \| \| |
|            | \| \| Mormoscopa crossodora \| \| \| \| \| \| Mormoscopa sordescens \| \| \| \| |
|            | Mormoscopa crossodora                                                           |
|            |                                                                                 |
|            | Mormoscopa sordescens                                                           |
|            |                                                                                 |

## Bildgalleri

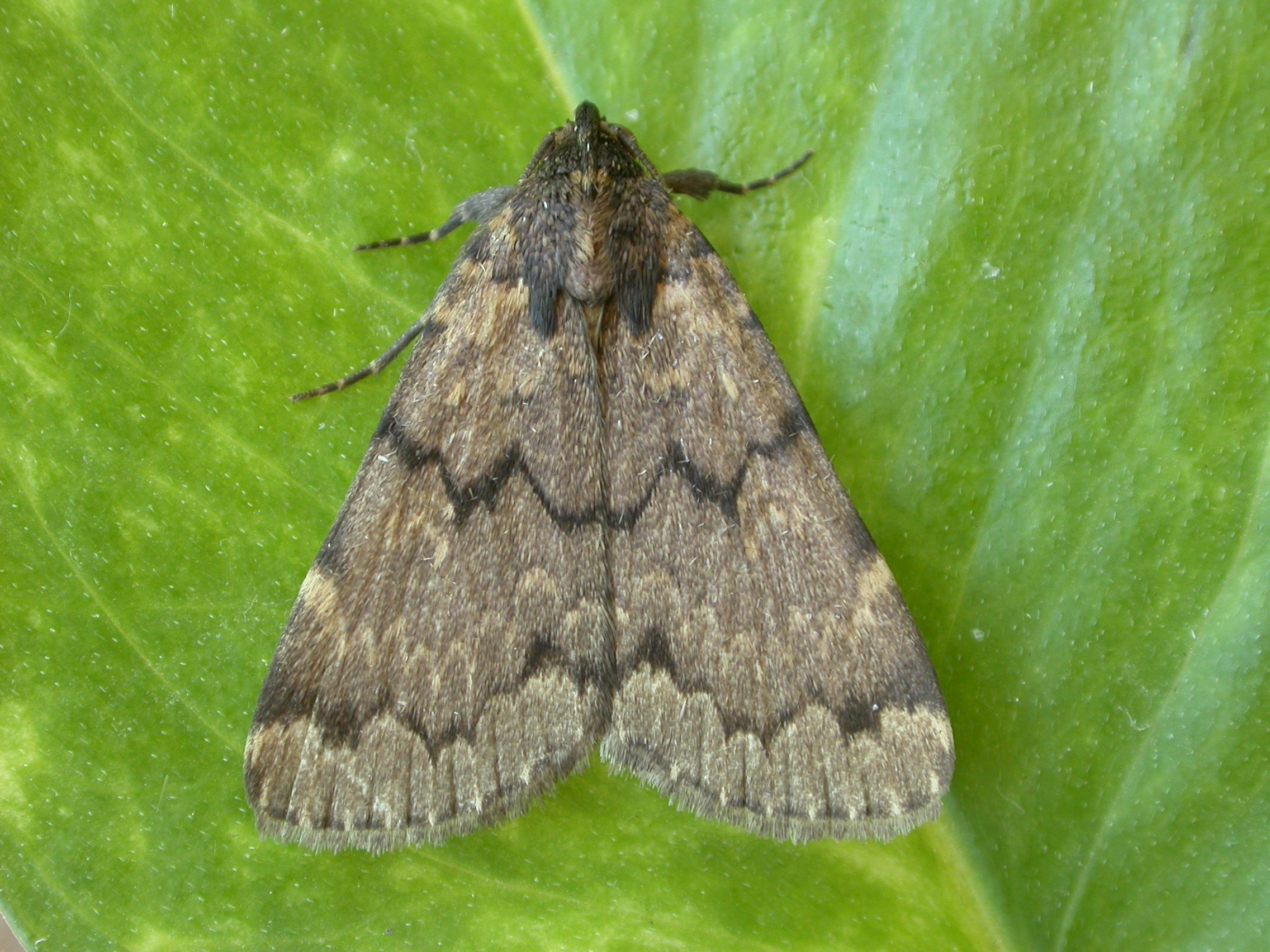
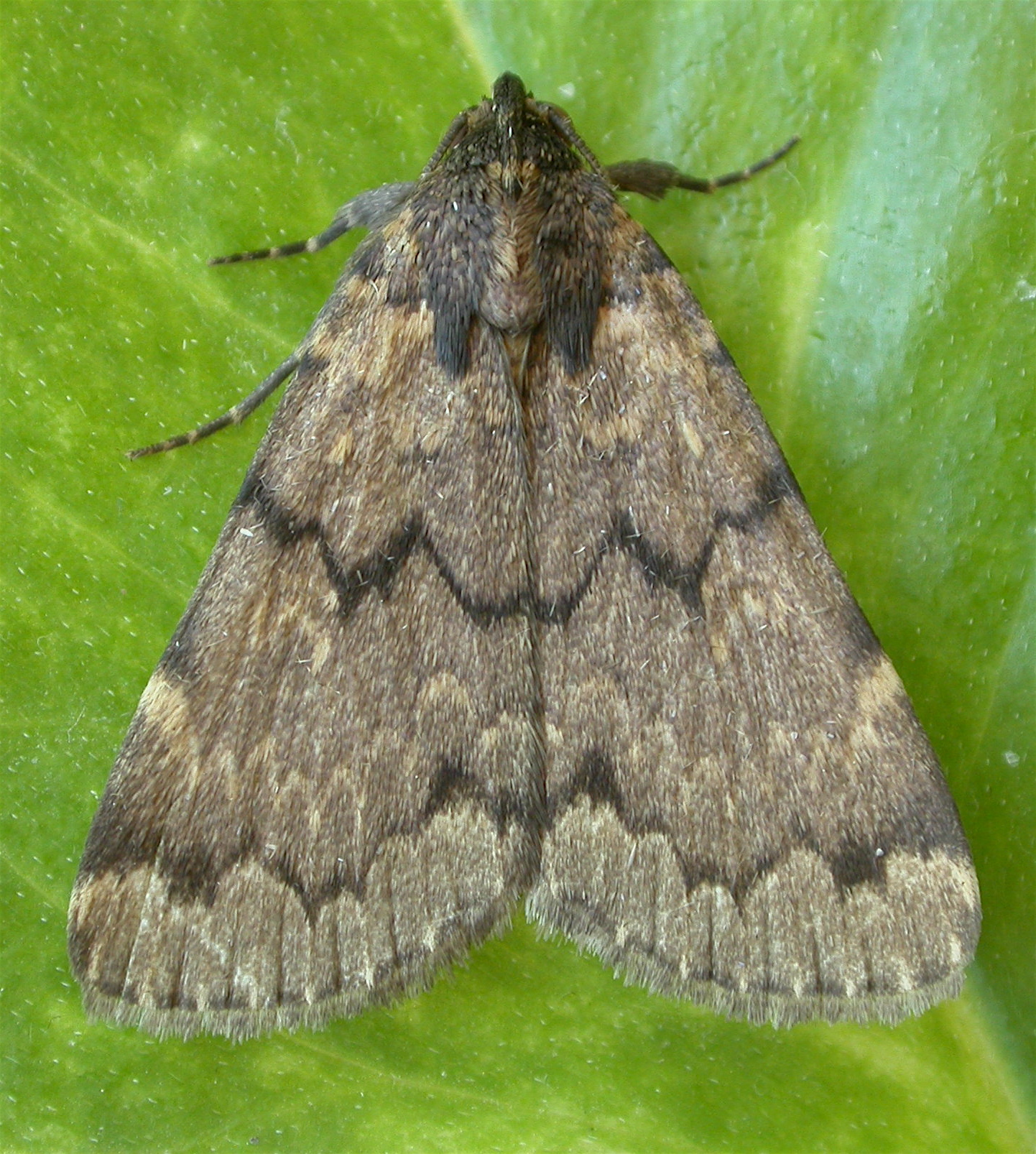